# Скафандр і метелик
«Скафа́ндр і мете́лик» (фр. «Le scaphandre et le papillon») — біографічна екранізація історії Жана-Доміника Бобі (редактора журналу Elle), який у 43 роки був паралізований, але знайшов у собі сили написати книгу. Фільм знятий за мотивами цієї книги. Отримав приз за найкращу режисуру в Каннах, «Золотий глобус» за найкращу режисуру і за найкращий іноземний фільм.

## Сюжет
Жан-Домінік Бобі, головний редактор гламурного журналу Elle, коханий чоловік і щасливий батько в 43 роки переживає обширний інсульт. Хвороба несподівано вражає Жана-Домініка у пік його творчого підйому. Його діагноз — так званий Locked-In Syndrome — синдромом «замкненого у власному тілі». Це означає, що він майже повністю паралізований і самостійно не може рухатись, і навіть дихати. Не паралізованим залишилося лише його ліве око, і єдиний рух, що він міг зробити — зімкнути ліву повіку. До цього тяжкого удару справи в Бобі йшли блискуче. Він готувався до ювілейного випуску журналу Elle і до випуску власної книги, що повинна була б стати новою версією роману «Граф Монте-Крісто». Книгу він все ж таки напише потім, а точніше «наблимає» за допомогою асистентки Клод Мандібіль. Вона приходитиме до нього два місяці по три години щодня і використовуватиме спеціальну методику, щоб розуміти паралізованого Бобі. Клод уголос промовляє літери алфавіту, починаючи з тих, що найчастіше зустрічаються у французькій мові, і Бобі підморгував на потрібній. Асистентка також використовувала картки з літерами, демонструючи по їх черзі. Одне моргання означало «так», два — «ні». Так Жан-Домінік береться за написання автобіографічної книги під назвою «Скафандр і метелик», в якій розповідає все про свій внутрішній світ. І так народжуються слова, а з них — сторінки майбутньої книги. Заради 140-сторінкової праці було здійснено двісті тисяч підморгувань. Через кілька днів після її появи головний герой помирає.

## Створення фільму
Книга реального Жана-Домініка «Скафандр і Метелик» побачила світ за кілька днів до смерті автора у березні 1997 року. У Франції було одразу ж продано близько 400 тисяч примірників. Відомий нью-йоркський художник Джуліан Шнабель був не єдиним претендентом на екранізацію книги, але йому вдалося отримати право на створення кінобіографії. Шнабель залишився вірним тексту. Але він використав два основні прийоми: по-перше, пішов від лінійності розповіді, «перемішавши» фрагменти життя Бобі до і після інсульту, а по-друге, обрав метод «суб'єктивної камери», коли частина дії показується з позиції його єдиного ока. Після екранізації, стрічку висунули на здобуття «Оскара» у чотирьох номінаціях: за найкращі режисуру, адаптований сценарій (Рональд Харвуд), операторську роботу (Януш Камінський) та монтаж.

## Нагороди
4 номінації на «Оскар», приз за найкращу режисуру на Каннському фестивалі, 2 нагороди «Золотий глобус» за найкращу режисуру і за найкращий іноземний фільм, 2 нагороди «Сезар», приз фестивалю у Сан-Себастіяні.

## Рецензії в Україні
Фільм Джуліана Шнабеля «Скафандр та метелик» згадувався у пресі переважно у зв'язку з висуненням на здобуття «Оскара»: номінації за найкращі режисуру, сценарій, операторську роботу та монтаж. Але стрічка так і лишилася без статуеток. Жан-Домінік Бабі — майже повністю паралізована людина, котра може бути вільною, мов метелик, вириваючись зі «скафандру» безсилої плоті, лише у своїй уяві. У цьому і полягає символізм назви: скафандр символізує паралізоване тіло, що стало в'язницею для свідомості героя, а метелик — це алюзія на свободу розуму. Жан-Домінік спілкується та пише автобіографію за допомогою помічників, точніше, помічниць — його, як у доінсультному житті, оточують чарівні пані. Знімаючи вочевидь європейське кіно, хоча фільм створювався у співраці Франція-США, Шнабель із самого початку намагається поєднати два плани оповіді. Перший — суб'єктивний — це спогади героя, його сни та світ «очима» паралізованого. Шкода, що в нього тільки одне ліве око, праве йому зашили — просто, під розповідь про мандрівку. Другий — об'єктивний — це сам Жан-Домінік очима його оточуючих. Проблема в тому, що, хоча таке роздвоєння реальності і заявлено постановником, принципової різниці між «суб'єктивним» і «об'єктивним» практично немає. Стрічку знято у витриманому стилі: майже не має візуальної різниці між кошмарами головного героя та епізодами його буденного життя. Глядач спостерігає за тяжко хворим редактором знаменитого гламурного журналу, який і на життя дивиться гламурно. І це викликає сумніви, адже набагато легші розлади спричиняють відчутні зміни у світосприйнятті. Це протиріччя мало б бути яскравішим і драматичнішим: жорстке зіткнення світу «метелика» з глухим кутом «скафандра», опозиція мрій і тягаря земного існування. Саме у такому конфлікті міг би виникнути і необхідний рівень драматичної напруги, тим паче, що актори у Шнабеля чудові. Але перемагає гламур. Недоліки драматургії маскуються за допомогою старої випробуваної мелодрами, особливо наприкінці фільму — але переконливість страждань героїв не вимірюється лише кількістю сліз, пролитих акторами. Головне достоїнство «Скафандра та метелика» — у його першоджерелі. Сюжет про людину, котра, повністю знерухомлена, позбавлена надій на нормальне життя, створила успішну і яскраву книгу. Катастрофа у сюжеті потрібна, щоб показати людині її природу — що вона не «овоч». Що навіть на інвалідному візку (хоча і в своїй уяві) — може кататись на сьорфі, сваритись з дівчиною чиєїсь мрії через одну Богородицю-лампу в Люрді, кохатись, змагатись з Марлоном Брандо в красі, уявляти оргію з устрицями і білим вином. А в реальності — злякатись малої мухи на носі, бачити своїх дітей, дивитись на море під час припливу, танцювати в басейні на руках у медбрата.. Але все ж герой Жана Домініка Бобі викликає більше співчуття і жалості, ніж захоплення. З перших хвилин ми бачимо на екрані світ «очима» паралізованого Бобі — нечіткі розпливчасті фігури, які говорять щось про рідкісний інсульт з довгою назвою, і обмежений кут зору. Щоб бути побаченою, постать наближається до ока і таким чином входить у кадр. Оператор Януш Камінські майстерно показує світ з точки зору «овоча», саме операторська робота, мабуть, і стала найзахопливішою складовою цієї картини. Камінські ніби хоче буквально затиснути глядача в один скафандр із героєм і занурити їх на дно відчаю. Цей світ тисне, дратує, хочеться вирватися з цієї оболонки. Майже спотворене обличчя головного героя вперше показують глядачам лише у середині фільму. Це неординарне творіння Шнабеля можна сприймати по-різному: як художній жест, де кіноплівка і сценарний текст — лише привід для художника-новатора створити чергову масштабну кінострічку. Або як кінофільм з унікальним сюжетом і прекрасними акторами, що приніс своїм творцям багато престижних нагород. Або філософськи — як картину, в якій сила людського розуму здатна навіть у «в'язниці тіла» продовжувати щохвилинну роботу по осягненню навколишнього світу.